# Comitato delle cinque province della Corea del Nord

Ex bandiera del Comitato per le cinque province della Corea del Nord (1949-2016)

Il Comitato delle cinque province della Corea del Nord (이북5도위원회?, 以北五道委員會?, Ibuk5do-wi-wonhoeLR; lett. "Comitato delle cinque Province del Nord") è un ente governativo sotto il potere del Ministero della Sicurezza e della Pubblica Amministrazione della Corea del Sud.

## Storia
È stato fondato nel 1949, con l'aiuto di disertori e rifugiati provenienti dalla Corea del Nord che riconoscono quello di Seul come il legittimo governo dell'intera penisola. È ufficialmente responsabile dell'amministrazione delle cinque province che si trovano interamente nel territorio della Corea del Nord, e il presidente della Corea del Sud ne nomina i governatori. Tuttavia, il ruolo del Comitato è piuttosto simbolico, poiché il territorio è sotto la giurisdizione effettiva della Corea del Nord. La funzione principale del Comitato è fornire supporto ai disertori nordcoreani che vivono in Corea del Sud, tra cui aiuto per il reinsediamento dei rifugiati e organizzazione di eventi sociali per i nordcoreani.

## Gestione del Nord
Nonostante il suo nome, la commissione non ha alcun ruolo nei rapporti tra le due Coree; gli affari del territorio settentrionale sono gestiti dal Ministero dell'Unificazione della Corea del Sud. In caso di un crollo della Corea del Nord, i piani di emergenza richiederebbero la creazione di un nuovo organismo governativo per gestire il Nord e sarebbero sotto la direzione del Ministro dell'Unificazione. In quel caso, i cinque governatori simbolici delle province settentrionali dovrebbero dimettersi e il comitato verrebbe sciolto.

## Bandiere delle province settentrionali

Hamgyeong Settentrionale
Hamgyeong Meridionale
Hwanghae
Pyeongan Settentrionale
Pyeongan Meridionale

## Province esistenti della Corea del Sud che hanno territorio nel Nord
Due province della Corea del Sud, Gyeonggi e Gangwon, hanno ufficialmente parti del loro territorio nella Corea del Nord. Il governo della Corea del Sud considera i governatori di queste due province come capo di tutta la provincia, comprese le parti settentrionali.